# Monchel-sur-Canche
Monchel-sur-Canche – miejscowość i gmina we Francji, w regionie Hauts-de-France, w departamencie Pas-de-Calais.
Według danych na rok 1990 gminę zamieszkiwało 66 osób, a gęstość zaludnienia wynosiła 13 osób/km² (wśród 1549 gmin regionu Nord-Pas-de-Calais Monchel-sur-Canche plasuje się na 1118. miejscu pod względem liczby ludności, natomiast pod względem powierzchni na miejscu 673.).